# Maria Lluïsa Ponsa
Maria Lluïsa Ponsa i Bassas (Barcelona, 10 de febrer de 1875 - 7 de febrer de 1919) fou una compositora, pianista i escriptora catalana.

## Biografia
Maria Lluïsa Nemèsia Ponsa i Bassas fou filla d'Esteban Ponsa, pianista i professor de música, i de la seva esposa, Nemèsia Bassas. Des de ben petita Maria Lluïsa es va sentir atreta per la música. Estudià a l'Acadèmia d'Esmeralda Cervantes i va ser deixebla d'Isaac Albéniz i d'Arthur Rubinstein. Als deu anys anà a París becada per l'Ajuntament de Barcelona a estudiar al Conservatori amb Antoine-François Marmontel, professor de piano en aquesta institució i compositor. L'estada a París va durar set anys, on aconseguí, a més dels premis del Conservatori, el Gran Diploma d'Honor al Concurs de l'Institut Musical de París. Marmontel, en una carta adreçada a Felip Pedrell –compositor i musicòleg català– parla de M. Lluïsa Ponsa com d'una gran artista. En tornar a Barcelona, feu els primers concerts als teatres Principal, Romea i Líric, sempre amb gran èxit.
Es va casar el 18 de maig de 1898 amb el comerciant, de Premià de Mar, Ramon Arcarons i Alsina (1873-1955). Després de casar-se no va deixar la música, malgrat tenir tres filles i ser socialment desitjable que les dones no treballessin. Carme Karr en la necrològica que li va escriure a La Vanguardia l'any 1919, la qualifica de feminista. Fundà l'Institut Musical de Barcelona, on feia classes de música de forma benèfica per a criatures que no ho podien pagar. Fou col·laboradora de Feminal i Catalana, revistes que reivindicaven els drets de les dones. Com a escriptora, guanyà diversos premis als Jocs Florals. Estava a punt d'editar la seva Suite española para piano quan va morir d'una pneumònia el 7 de febrer de 1919. Com a compositora feia servir el pseudònim M. L. D'Orsay.